# Threticus lucifugus
Threticus lucifugus är en tvåvingeart som först beskrevs av Alexander Henry Haliday 1856.  Threticus lucifugus ingår i släktet Threticus och familjen fjärilsmyggor. Inga underarter finns listade i Catalogue of Life.